# Saintes Femmes

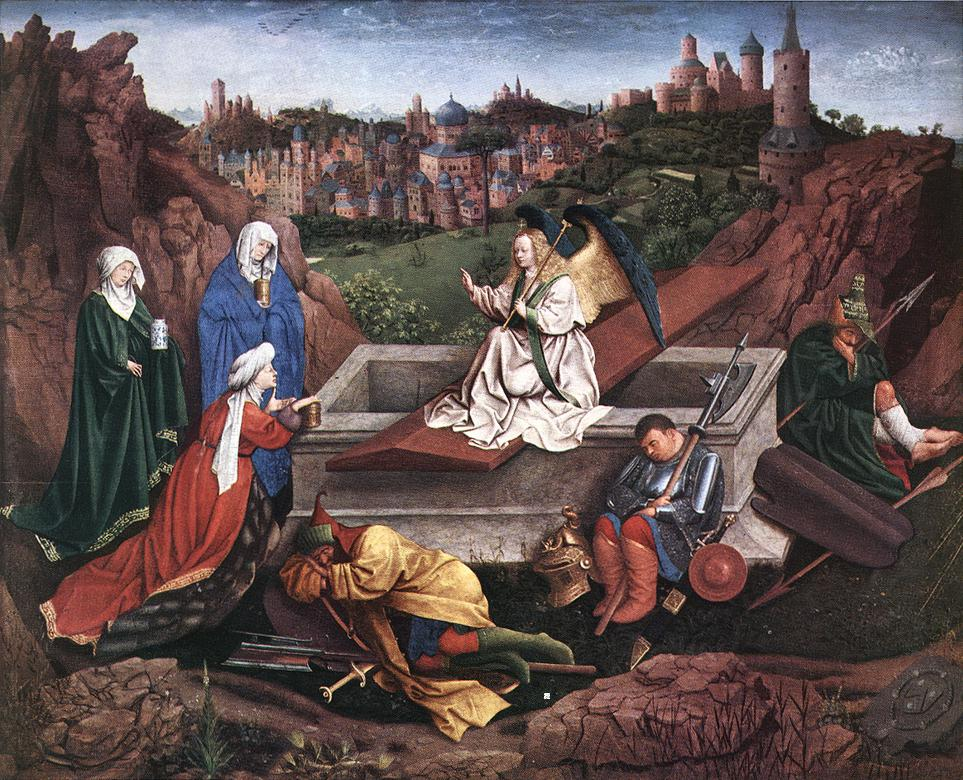
Les trois Marie devant le tombeau vide, par Jan van Eyck et Hubert van Eyck.

Les Saintes Femmes sont, dans le christianisme, les disciples de Jésus-Christ qui le suivirent dans son ministère et, se rendant de bon matin à son sépulcre pour embaumer le corps après sa crucifixion, découvrirent le tombeau vide et  reçurent l'annonce de la Résurrection.
En Occident on parle également des « Femmes au tombeau ». Dans la tradition orientale, on appelle les Saintes Femmes les « Myrrhophores », c'est-à-dire les porteuses d'offrandes, ou plus précisément porteuses de parfums, car elles portaient des pots d'aromates — myrrhe et aloés — pour embaumer le corps du Christ.
Dans beaucoup de traditions, comme dans celle des Saintes Maries en Camargue, les Saintes Femmes sont au nombre de trois.

## Un groupe solidaire

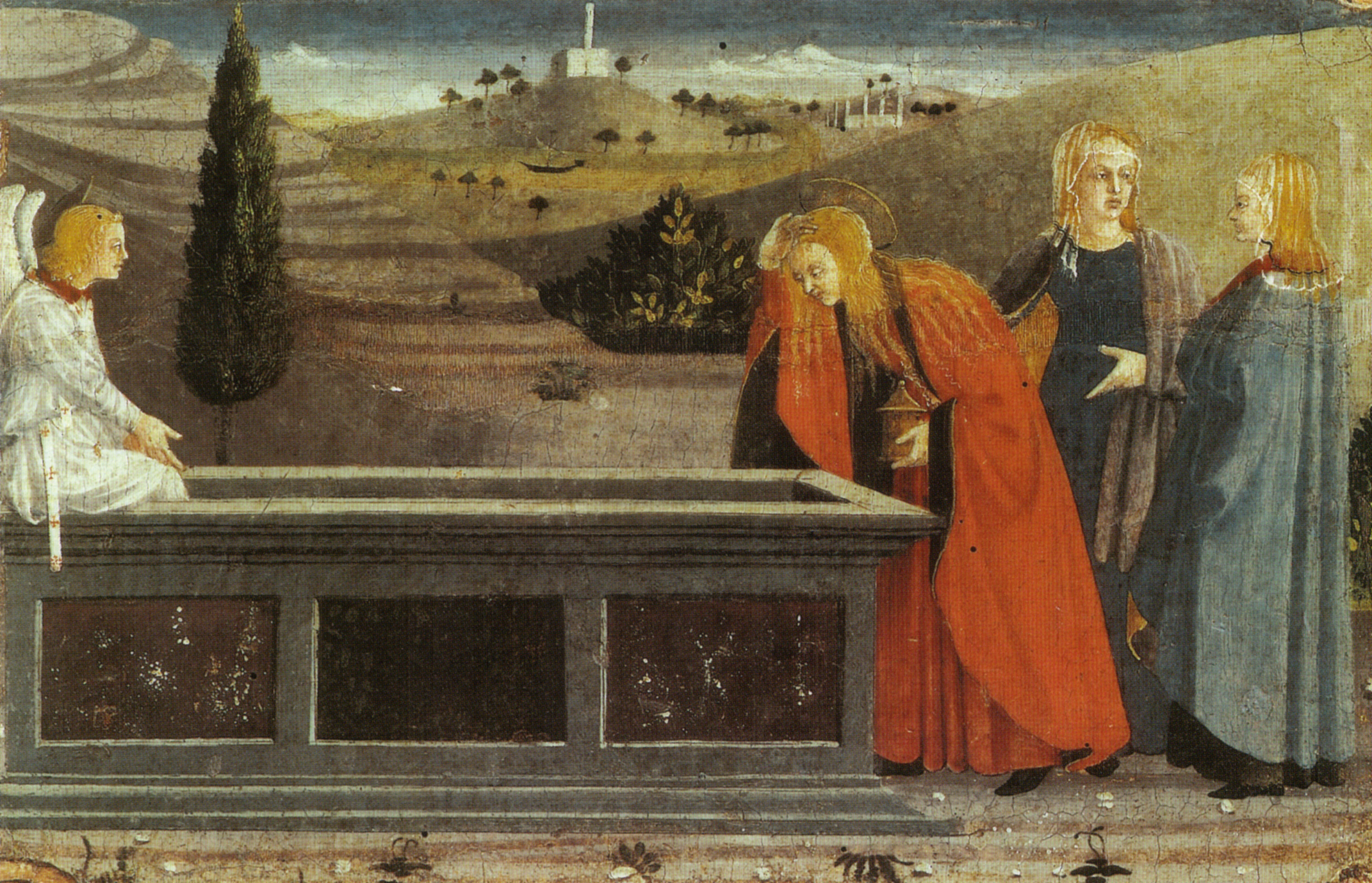
Les Saintes Femmes devant le tombeau vide, vers 1470, Giuliano Amidei, Museo Civico di Sansepolcro.

L'iconographie les a abondamment représentées dans des scènes de mise au tombeau où l'éloquence des larmes exprime leur attachement à l'humanité du Fils de Dieu. Tous les Évangiles les mentionnent, mais avec des différences notables quant à leur nombre, leur nom et leurs liens de parenté.
Matthieu évoque Marie de Magdalena et l'"autre Marie" (cf. Mt 28, 1). Marc précise Marie, mère de Jacques, et mentionne Salomé (cf. Mc 16, 1). Luc ajoute, pour l'annonce de la résurrection, Jeanne et les autres qui étaient avec elles (cf. Lc 24, 10). Jean ne retient que Marie de Magdala pour la découverte du tombeau vide (cf. Jn 20, 1). Ailleurs, Luc fait figurer, en outre Jeanne, femme de Chouza, intendant d'Hérode, et Suzanne (cf. Lc 8, 2-3). De ces deux dernières, on ne sait pas grand-chose, sinon qu'elles étaient vraisemblablement veuves pour suivre Jésus de Nazareth.

## L'identité des Saintes Femmes
L'identité des Saintes Femmes n'est pas clairement assurée. Les Évangiles divergent entre eux ; les Saintes Femmes citées sont connues sous plusieurs noms ; les liens qui les unissent, en particulier leurs liens familiaux, sont obscurs. Marie Madeleine (Marie de Magdala) est la seule qui figure dans les quatre Évangiles. L'Église catholique retient la liste canonique de Marie (épouse de Cléophas), de Marie Salomé (femme de Zébédée) et de Marie Madeleine.

## Les évangiles canoniques
Hors de toute exégèse, voici le tableau des femmes témoins de la Résurrection telles qu'elles figurent dans les quatre Évangiles canoniques :
| Évangile | Témoins de la Résurrection | Référence |
| -------- | --- | --------- |
| Matthieu | « Après le sabbat, à l'aube du premier jour de la semaine, Marie de Magdala et l'autre Marie allèrent voir le sépulcre. »                                                  | 28:1      |
| Marc     | « Lorsque le sabbat fut passé, Marie de Magdala, Marie, mère de Jacques, et Salomé, achetèrent des aromates, afin d'aller embaumer Jésus. »                                | 16:1      |
| Luc      | « Celles qui dirent ces choses [l'annonce de la Résurrection] aux apôtres étaient Marie de Magdala, Jeanne, Marie, mère de Jacques et les autres qui étaient avec elles. » | 24:10     |
| Jean     | « Le premier jour de la semaine, Marie de Magdala se rendit au sépulcre dès le matin, comme il faisait encore obscur ; et elle vit que la pierre était ôtée du sépulcre. » | 20:1      |

## Témoins de la Résurrection

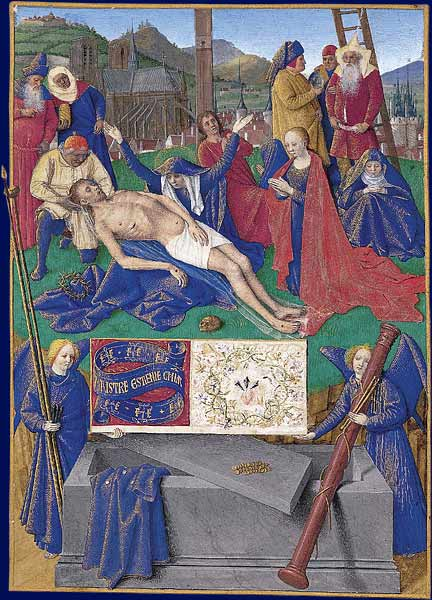
La déploration du Christ. Enluminure sur parchemin extraite des Heures d'Étienne Chevalier, (v. 1452 - 1460). (Musée Condé, Chantilly). Au pied de la croix, la Vierge, le corps du Christ sur ses genoux, lève les bras au ciel ; Jean, Marie Madeleine et les saintes femmes sont en prière ; derrière eux, Nicodème et Joseph d'Arimathie.

Parmi les témoins de la Résurrection, on cite fréquemment :
- Marie de Magdala (Marie Madeleine) ;
- Marie (mère de Jacques) qui serait dite aussi Marie Jacobé ;
- Marie de Clopas (ou Marie de Cléophas), identifiée à Marie (mère de Jacques) ;
- Marthe de Béthanie, sœur de Lazare ;
- Marie de Béthanie, sœur de Lazare ;
- Jeanne, femme de Chouza l' intendant d'Hérode Antipas ;
- Salomé, mère de Jacques et Jean, épouse de Zébédée ;
- Suzanne (disciple) ;
- Joseph d'Arimathie ;
- Nicodème.

## LesSaintes-Maries-de-la-Mer
Ce que la postérité a retenu de ces saintes femmes est d'une grande richesse. La tradition orientale — qui les nomme Myrophores, c'est-à-dire « porteuses d'offrandes », et plus précisément de myrrhe dont elles s'apprêtent à oindre le corps du défunt, selon l'usage juif — met en évidence leur rôle de gardiennes de l'humanité du Christ, ainsi que leur ministère d'annonce de la résurrection auprès des Apôtres, devenant ainsi apôtre des Apôtres.
Quant à l'hagiographie, qui met en place la légende de la fondation des Saintes-Maries-de-la-Mer au Ier siècle, à la suite de l'exil de Palestine en Camargue des saintes femmes, comprenant les trois Maries, mais aussi Marthe la sœur de Lazare, elle insiste sur leur contribution à l'annonce de la Bonne-Nouvelle au monde entier et sur le mystère de leur union à Dieu, à travers la figure de Marie Madeleine devenue ermite à la grotte de la Sainte-Baume, accordant ainsi aux saintes femmes un ministère de prédication à part entière. 

La tradition canonique retiendra essentiellement trois d'entre elles comme témoins de la résurrection : Marie Jacobé, Marie Salomé et Marie Madeleine.